# ガブリエウ・ダビ・ゴメス・サラ
ガブリエウ・ダビ・ゴメス・サラ（Gabriel Davi Gomes Sara, 1999年6月26日 - ）は、ブラジルのサンタカタリーナ州ジョインヴィレ出身のプロサッカー選手。EFLチャンピオンシップのノリッジ・シティFC所属。ポジションはミッドフィールダー。

## 経歴

### サンパウロ
2017年12月3日、サンパウロFCでプロデビュー。
2022年まで在籍し、通算で120試合に出場して17得点を記録した。

### ノリッジ・シティ
2022年7月15日にEFLチャンピオンシップのノリッジ・シティFCへ完全移籍し、2026年までの契約を結んだ。移籍金は600万ポンド。
2023-24シーズン開幕後、2023年8月に1得点、2アシストを記録し、EFLチャンピオンシップの月間最優秀選手賞を受賞した。

## タイトル

### クラブ
サンパウロ
- カンピオナート・パウリスタ：1回（2021年）

### 個人
- ノリッジ・シティ最優秀選手賞：1回（2023-24）
- EFLチャンピオンシップ月間最優秀選手賞：1回（2023年8月）